# Didunculus strigirostris
Il piccione dentato o diduncolo becco dentato (Didunculus strigirostris Jardine, 1845) è un raro columbide originario delle Samoa. È l'unica specie vivente del genere Didunculus Peale, 1848.
È l'uccello nazionale delle Samoa, dove è conosciuto come manumea. 

## Descrizione

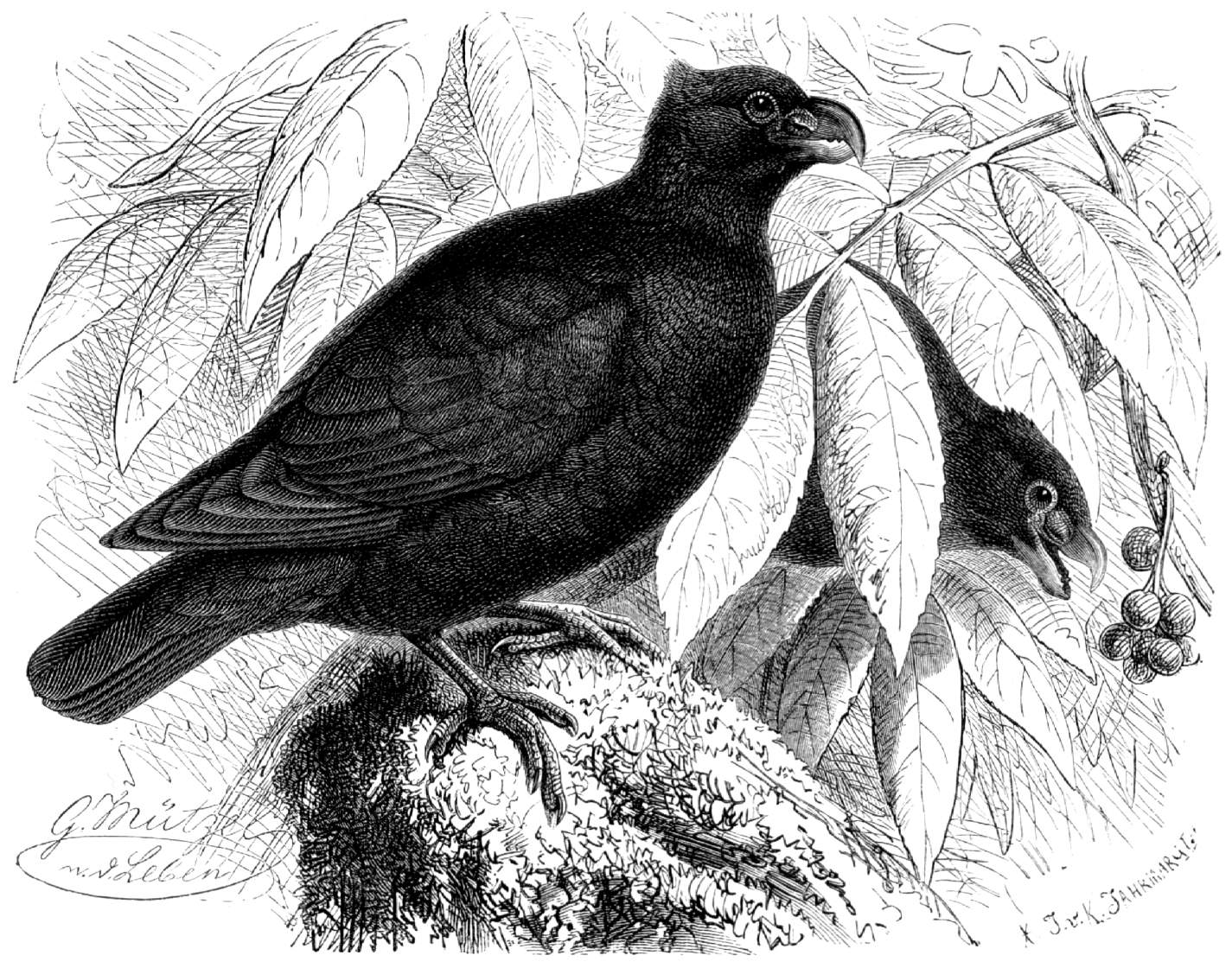
Illustrazione di Gustav Mützel.

Il piccione dentato è lungo 31–38 cm e pesa 400 g. Aspetto robusto e coda corta, il becco è tozzo e ricurvo. Il piumaggio è nero verdastro con riflessi blu ai lati del collo, le parti inferiori tendono al blu. Il dorso, la coda, le remiganti secondarie sono marrone scuro, le remiganti primarie e le copritrici adiacenti sono nero grigiastre. L'iride è marrone, il becco giallo e rosso alla base, la pelle è nuda intorno all'occhio e le zampe sono rosse. Nella femmina i riflessi metallici sono meno accentuati.

## Biologia
Si nutre di bacche, frutta, tuberi aerei di patate dolci selvatiche Dioscorea bulbifera e di semi di mogano selvatico Dysoxylum che sono contenuti in una capsula che l'uccello è in grado di aprire con il becco. Ricerca anche frutta che raccoglie nella parte alta della foresta. Il suo modo di mangiare i semi è completamente diverso da quello delle altre specie e insieme alla Gallicolumba rubescens sono le uniche due specie che utilizzano le zampe per tenere fermo il cibo e strappare dei pezzi con il becco. Quando era ancora abbondante si potevano osservare gruppi di 10-20 individui, in caso di pericolo volavano nei rami bassi di grossi alberi con un volo molto rumoroso. Un tempo i nidi venivano costruiti a terra ma dopo l'introduzione dei maiali hanno imparato a costruire il nido sugli alberi nel fitto della vegetazione a 5-12 metri.

## Distribuzione e habitat
Vive nelle foreste delle isole Upolu e Savai'i nell'arcipelago delle Samoa frequentando esclusivamente le foreste al di sopra dei 300 metri con piante autoctone.

## Tassonomia

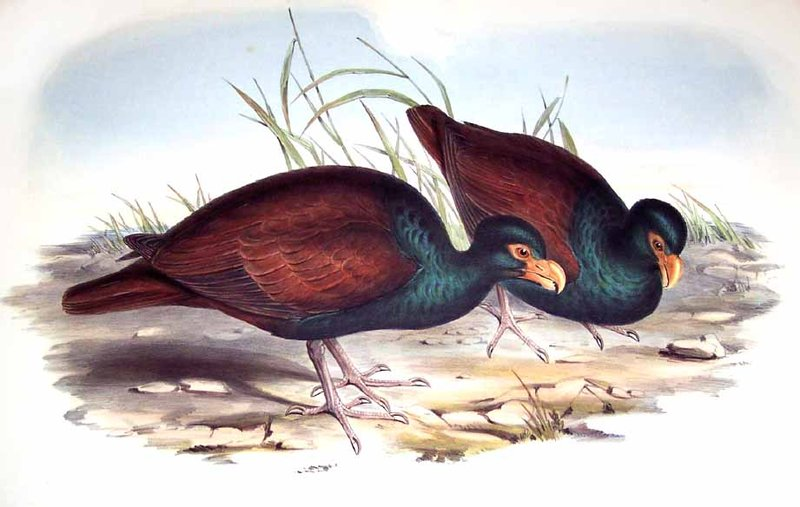
Illustrazione di John Gould.

La specie venne probabilmente scoperta nell'ottobre o nel novembre del 1839, nel corso della «United States Exploring Expedition» guidata dal Comandante Wilkes. La scoperta venne annunciata nel settembre del 1844 dal naturalista Hugh Edwin Strickland come una delle rarità della collezione raccolta da Titian Peale, naturalista della spedizione. La descrizione ufficiale fu formalizzata da William Jardine (Ann. Nat. Hist. xvi. p. 175, plate 9), che battezzò inizialmente l'uccello Gnathodon strigirostris, sebbene questo nome fosse già in uso per indicare una particolare specie di mollusco.
Il piccione dentato è l'unica specie del genere Didunculus. Non ha parenti attuali, ma è stata dimostrata una stretta parentela genetica con il dodo, così come indica il nome del genere: Didunculus, infatti, significa «piccolo dodo». Tale nome venne suggerito dal celebre naturalista Sir Richard Owen. La struttura della mascella e della lingua, così come l'aspetto esteriore del becco, fecero credere ad alcuni studiosi del passato che l'animale fosse imparentato con i pappagalli, ma queste caratteristiche sono dovute ad una dieta specializzata e non a una vera parentela.

## Conservazione
Il piccione dentato è classificato dalla Lista Rossa della IUCN tra le specie in pericolo (Endangered). La rarità di questo straordinario animale è dovuta a vari fattori, un tempo veniva cacciato avidamente anche se ora è protetto, inoltre nel 1990 e 1991 i cicloni distrussero il 73% della foresta tropicale originale e questi uccelli non si adattano a vivere nelle foreste giovani o con alberi esotici piantati dalle popolazioni indigene. Negli anni '80 la popolazione totale è stata stimata sui 5000-7000 individui, in realtà il numero è assai inferiore e sebbene protetto dalle leggi locali viene ancora cacciato di contrabbando.